# Любаны (Славгородский район)
Люба́ны (бел. Любаны) — деревня в Славгородском районе Могилёвской области Белоруссии. Входит в состав Гиженского сельсовета.
Любаны расположены на севере Славгородского района на границе с Чаусским районом.